# TN 90 (核弾頭)
TN 90はフランスが開発・運用した核弾頭。フランス陸軍のハデス短距離弾道ミサイル向けのものである。フランス陸軍が運用していたプルトン・ミサイル/AN-51・AN-52核弾頭を更新するものであり、1983年から開発が開始された。
ハデスは移動発射台から運用される戦術ミサイルであり、TN 90を単弾頭にて搭載できる。弾頭には放射線強化弾頭も考慮されたが、最大核出力80ktの可変出力の熱核弾頭となった。
ハデスは西側へ侵攻してくるソ連地上軍を仮想目標に開発されたが、冷戦の終結・ドイツ再統一により、配備開始の1991年には射程内に仮想目標が存在しなくなった。生産数も30発に抑えられた。そのため、実運用はなされず、1996年にはフランス政府の核軍縮方針により退役した。